# HaPortzim (schip, 1927)
De HaPortzim (Hebreeuws: הפורצים: 'De Blokkadebrekers') was een in 1927 gebouwde schoener. In 1947 deed het dienst in de Aliyah Bet, de illegale immigratie van Joden naar het Mandaatgebied Palestina.

## Geschiedenis
Op 22 november 1947 vertrok de HaPortzim uit de Franse havenstad Bandol met 124 Joodse immigranten aan boord. Onder hen bevonden zich een groot aantal vluchtelingen die eerder de reis met de Exodus 1947 hadden gemaakt, maar door de Britse autoriteiten gedeporteerd werden naar kamoen in Duitsland. De organisatie op het schip was in handen van zes Palyamniks. Voor het contact met de Hagana waren twee Gideonim (marconisten) aan boord, waarvan één tevens een immigrant was.

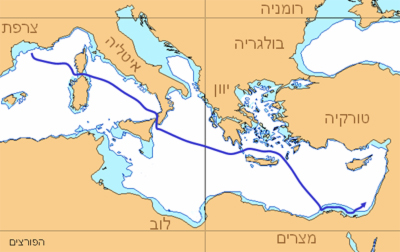
Traject van de HaPortzim

Onderweg pikte het schip in Corsica 50 Joodse vluchtelingen op. Zij waren opvarenden van het Aliyah Betschip de He'Halutz uit Algerije. De inscheping van ruim 550 immigranten op dit schip werd door de Algerijnse politie verhinderd, waarop het schip met slechts 50 vluchtelingen aan boord Corsica wist te bereiken.
Op 4 december 1947 bereikte de HaPortzim voor zonsopgang de monding van de Jarkon, nabij Tel Aviv. Hier werd het opgewacht door Palyamniks op boten van de Ha'Poel Tel Aviv Sportclub. De opvarenden werden in hoog tempo ontscheept en in woningen in Tel Aviv ondergebracht. De Palyamniks aan boord van het schip kregen orders om terug te keren naar Europa, maar de Franse kapitein weigerde hen mee te nemen. Hij moest voor brandstof een tussenstop maken in een Libanese haven en vond dit te gevaarlijk met Hagana-activisten aan boord.
De Britten hoorden pas van de ontscheping van de HaPortzim toen het de volgende dag in de Palestijnse kranten werd gepubliceerd. Zij reduceerden daarop het aantal certificaten voor legale immigratie naar 167 in die maand.